# Oskar Heinz Kusch
Oskar Heinz Kusch (ur. 6 kwietnia 1918, zm. 12 maja 1944 w Kilonii) – oficer Kriegsmarine z czasów II wojny światowej. Na skutek oskarżenia przez Urlicha Abela – pierwszego oficera dowodzonego przez Kuscha U-Boota U-154 – o wywrotową propagandę oraz wypowiedzi krytyczne wobec Adolfa Hitlera i dowództwa Kriegsmarine, został skazany na karę śmierci przez niemiecki sąd wojenny. Wyrok został wykonany 12 maja 1944 roku w Kilonii.

## Konflikt i oskarżenie
20 grudnia 1943 roku dowodzony przez Oskara Kuscha U-154 powrócił do Francji z patrolu u wybrzeży Brazylii. W trakcie patrolu doszło do osobistych i ideologicznych tarć między dowódcą okrętu a jego pierwszym oficerem, doktorem nauk prawnych i fanatycznym nazistą Ulrichem Abelem, które wkrótce przeobraziły się w otwarty konflikt. Kilka dni po powrocie z rejsu Kusch sporządził opinię służbową dla szkoły dowódców okrętów podwodnych, do której wstąpić chciał Abel. Według opinii Kuscha, Abel był „oficerem pozbawionym wyobraźni, nie potrafiącym dostosować się do zmiennej sytuacji taktycznej, sztywno trzymającym się podręcznikowych reguł”, a nadto „o ograniczonym talencie do dowodzenia”. Kusch stwierdzał jednak, że Abel może dowodzić okrętem na froncie. Prawdopodobnie wstrząśnięty lekturą opinii Abel, 12 stycznia 1944 roku złożył formalny raport, w którym oskarżył swojego przełożonego o szerzenie wywrotowej propagandy i podburzanie do buntu. W kolejnym raporcie, z 25 stycznia, obwinił Kuscha także o tchórzostwo. Już jednakże pierwsze doniesienie spowodowało uruchomienie procedury prawnej i w konsekwencji 20 stycznia 1944 roku aresztowanie i osadzenie Kuscha w więzieniu w Kilonii, gdzie zebrał się powołany do rozpatrzenia sprawy sąd wojenny.
Oskarżenie o wywrotową propagandę poparło dwóch oficerów z U-154, którzy wraz z Abelem zaświadczyli pod przysięgą, że ich dowódca wyrażał się o Hitlerze per „wariat”, „utopista”, „megaloman” lub „patologiczny typ”. Kusch wyrzucić miał także regulaminowy portret Führera z mesy, zapowiadając że „na jego okręcie nie będzie żadnego bałwochwalstwa”. Regularnie też oświadczał w obecności podwładnych, że Niemcy przegrają wojnę, choćby z tego powodu, że okręty, które wysyła się w morze, są kompletnie przestarzałe. Wśród zarzutów znalazło się także oskarżenie o częste słuchanie BBC i innych rozgłośni alianckich, co w III Rzeszy stanowiło poważne przestępstwo.
Sąd uznał Kuscha winnym szerzenia wywrotowych poglądów i słuchania wrogich rozgłośni. Oskarżenie domagało się kary 10 lat i sześciu miesięcy pozbawienia wolności, lecz 29 stycznia 1944 roku skład sędziowski z udziałem oficera broni podwodnej Ottona Westphalena skazał go na karę śmierci. Nieoficjalnie Westphalen rozpuścił wieść, że jeśli Kusch poprosi o łaskę i szansę zmycia win w boju, sąd z chęcią na to przystanie. Mimo jednak nacisków z różnych stron, Oskar Kusch nie złożył takiej prośby i 12 maja 1944 roku został rozstrzelany w więzieniu wojskowym w Kilonii.

## Kontrowersje
Przez cały czas trwania procesu głosu w sprawie nie zabrał dowódca Kriegsmarine, admirał Karl Dönitz, mimo że wielu innych oficerów okrętów podwodnych wstawiało się za Kuschem. Byli wśród nich m.in. kawalerowie Krzyża Rycerskiego Werner Winter z U-103 i Wilhelm Franken z U-565. Wielu oficerów miało żal do dowództwa, że najwyżsi przełożeni nie zrobili niczego aby pomóc Kuschowi. Inny dowódca U-Bootów, Erich Topp, pisał w swoich pamiętnikach:

Jakiekolwiek byłyby układy polityczne czy innej natury, obowiązkiem Dönitza było choć raz spotkać się z oskarżonym i stanąć w jego obronie. Nie był przecież chyba tak naiwny, żeby nie zdawać sobie sprawy z tego, co wygaduje się w mesach o partii i Gröfazu? Jeśli wierność tradycji określimy jako dotrzymywanie szczytnych ideałów i ich kontynuację, to porucznik Kusch bez wątpienia spełniał te wymagania, czego nie da się powiedzieć o admirale Dönitzu.

Topp dosłużył się po wojnie wysokiej rangi w Bundesmarine i próbował doprowadzić do rehabilitacji Kuscha, starania te natrafiły jednak na silny opór ze strony m.in. Hansa-Rudolfa Rösinga i Karla-Friedricha Mertena, którzy także zaszli daleko w hierarchii wojskowej. Wykorzystując wymiar sprawiedliwości pod okupacją aliancką, ojciec Oskara Kuscha złożył doniesienia do alianckiej prokuratury na członków składu orzekającego, oskarżając ich o zamordowanie syna. W trzech rozprawach sędziowie uniewinnili jednak wszystkich członków składu. Sprawa Kuscha do dziś wywołuje zacięte spory wśród żołnierzy niemieckiej floty podwodnej.